# Ведмежий острів (Норвегія)
Острів Ведме́жий (норв. Bjørnøya, ˈbjøːɳøja) — найпівденніший острів архіпелагу Свальбард, Норвегія. Острів лежить у західній частині Баренцового моря, приблизно на півдорозі між Шпіцбергеном і Нордкапом.
Ведмежий острів відкрили голландські мореплавці Віллем Баренц і Якоб ван Гемскерк 10 червня 1596 року. Острів назвали на честь полярного ведмедя, який плавав поблизу, коли його помітили моряки. Острів вважався terra nullius (нічийною землею), поки Договір про Шпіцберген 1920 року не визначив норвезький суверенітет над ним.

## Історія

### Відкриття
Ведмежий острів відкрили 10 червня 1596 року голландські мореплавці Баренц Віллем і Якоб ван Гемскерк. Його назвали в честь плаваючого білого ведмедя, який спробував залізти на корабель. До цього голландцям білі ведмеді були незнайомі. Китобійний промисел в навколишніх водах вела Північна Ґренландська компанія.

## Географічне положення
Острів Ведмежий розташований на півшляху між південним краєм Західного Шпіцбергена і мисом Нордкап. Площа острова — близько 180 км².

## Ландшафт
На півночі острова — рівнина з численними озерами, на півдні — піднесене плато (висота до 536 м). Переважає тундра і тундрова рослинність.

## Клімат
| Клімат Ведмежого острова                     | Клімат Ведмежого острова | Клімат Ведмежого острова | Клімат Ведмежого острова | Клімат Ведмежого острова | Клімат Ведмежого острова | Клімат Ведмежого острова | Клімат Ведмежого острова | Клімат Ведмежого острова | Клімат Ведмежого острова | Клімат Ведмежого острова | Клімат Ведмежого острова | Клімат Ведмежого острова | Клімат Ведмежого острова |
| Показник                                     | Січ.                     | Лют.                     | Бер.                     | Квіт.                    | Трав.                    | Черв.                    | Лип.                     | Серп.                    | Вер.                     | Жовт.                    | Лист.                    | Груд.                    | Рік                      |
| Середній максимум, °C                        | −5                       | −4,7                     | −4,8                     | −2,9                     | 0,3                      | 3,6                      | 6,6                      | 6,3                      | 4,2                      | 1,2                      | −1,7                     | −4,3                     | −0,1                     |
| Середня температура, °C                      | −7                       | −7                       | −7                       | −4                       | 0                        | 2                        | 4                        | 4                        | 3                        | 0                        | −3                       | −6                       | −1,7                     |
| Середній мінімум, °C                         | −11,4                    | −10,9                    | −10,5                    | −8                       | −3                       | 0,4                      | 2,8                      | 3,0                      | 1,3                      | −2,3                     | −6                       | −9,9                     | −4,54                    |
| Середня кількість сонячних годин на місяць   | 0                        | 6                        | 57                       | 105                      | 116                      | 105                      | 79                       | 70                       | 42                       | 15                       | 0                        | 0                        | 595                      |
| Норма опадів, мм                             | 39                       | 29                       | 33                       | 22                       | 23                       | 23                       | 24                       | 37                       | 48                       | 42                       | 36                       | 37                       | 393                      |
| Днів з опадами                               | 9                        | 9                        | 9                        | 6                        | 5                        | 6                        | 7                        | 7                        | 10                       | 10                       | 9                        | 9                        | 96                       |
| Вологість повітря, %                         | 87                       | 88                       | 88                       | 87                       | 88                       | 90                       | 92                       | 91                       | 89                       | 86                       | 87                       | 88                       | 88.4                     |
| -------------------------------------------- | ------------------------ | ------------------------ | ------------------------ | ------------------------ | ------------------------ | ------------------------ | ------------------------ | ------------------------ | ------------------------ | ------------------------ | ------------------------ | ------------------------ | ------------------------ |
| Джерело: The Weather Network, ClimaTemps.com |                          |                          |                          |                          |                          |                          |                          |                          |                          |                          |                          |                          |                          |

## Економіка
Рибальство (оселедець, тріска та ін.).
| Норвегія | Це незавершена стаття з географії Норвегії. Ви можете допомогти проєкту, виправивши або дописавши її. |